# Manuel Rodríguez Maciá
Manuel Rodríguez Maciá (Elche, 13 de diciembre de 1948) es un profesor universitario. Fue alcalde de Elche desde 1987 hasta 1995. Es licenciado en Filosofía y Letras por la Universidad Pontificia de Comillas en 1971 y doctor por la Universidad Complutense de Madrid en 1979. En 2010 fue galardonado por el rey Juan Carlos I con la Orden del Mérito Civil.

## Biografía
Nació el 13 de diciembre de 1948 en Elche. En 1971 se licenció en Filosofía y Letras por la Universidad Pontificia de Comillas y en 1979 se doctoró de la misma carrera por la Universidad Complutense de Madrid.
En 1979 fue profesor y director del centro regional de la UNED en Elche. Compaginó su labor de docente con la de concejal de Turismo y Cultura durante la alcaldía de Ramón Pastor Castell desde 1983 hasta 1986.
En 1986 fue vocal del Patronato Nacional del Misterio de Elche, cargo que ostentó hasta el 2006, y diputado en las Cortes Generales. 
En 1987 logró la alcaldía de Elche por el PSPV-PSOE. Durante su etapa como alcalde, destacan la creación del Elche Parque Empresarial, la adquisición del Clot de Galvany o la creación de los Autobuses Urbanos de Elche entre otros. Entre 1992 y 1995 presidió la Comunidad de Riegos de Levante del Margen Izquierdo del Segura. Una vez finalizada su etapa en la alcaldía en 1995, fue diputado en las Cortes Valencianas y presidente de la Comisión Parlamentaria de Educación y Cultura hasta 1999.
También fue miembro directivo del Movimiento por la Paz, el Desarme y la Libertad (MPDL), trabajando en proyectos internacionales en Palestina, Costa de Marfil, la antigua Yugoslavia, Timor Oriental o el Sáhara. Además, fue, durante más de cuatro años, Coordinador Regional de la Fundación Desarrollo Municipal Centroamericano (DEMUCA) de la Agencia Española de Cooperación Internacional para el Desarrollo (AECID).
En el 2010 le fue otorgada la Orden del Mérito Civil por el rey Juan Carlos I.

## Obra
- Pensar la ciutat (2003)
- Celebrar la ciudad (2007)
- La identidad desde lo local (2008)
- La ciudad lugar de encuentro (2010)

| Predecesor: Ramón Pastor Castell | Alcalde de Elche 1987-1995 | Sucesor: Diego Maciá Antón |

- Datos: Q9028103